# ホテルメトロポリタン丸の内
- JR東日本ホテルズ > メトロポリタンホテルズ > ホテルメトロポリタン丸の内
- 日本ホテル > ホテルメトロポリタン丸の内

ホテルメトロポリタン丸の内（Hotel Metropolitan Marunouchi）は、東京都千代田区丸の内にあるホテル。東日本旅客鉄道グループのホテルチェーン（JR東日本ホテルズ）であるメトロポリタンホテルズの1つである。運営は日本ホテル。

## 概要
2007年（平成19年）5月24日、地上35階、地下4階からなる丸の内サピアタワー高層階に開業した。フロントおよびレストランは27階に、駐車場は地下2階に位置する。全343室の客室。約60%がシングルルームの設定。東京駅を上空から眺められる珍しい景観が特徴。
日経トレンディ首都圏ビジネスホテルランキング（2008年度版）にて唯一のSランク評価を受けている。内装は茶色を基調とし、オレンジのアクセントカラーをおいている。

## 設備
- Dining&Bar TENQOO　レストランバー・フィットネスルーム・ビジネスセンターなど。
宿泊特化型であるため付帯設備は最小限にとどめられている。
客室エリアに入るためにはルームキーが必要である。

## レストラン
- Dining & Bar TENQOO　1店舗
「和的フレンチ」という箸で食べられるフレンチをコンセプトにした料理を作る。その名のとおり、ディナータイムのテーブルセットには箸が用意されている。

## アクセス
- 鉄道
  - JR東京駅日本橋口より直結、八重洲北口より徒歩2分
  - 東京メトロ東西線大手町駅B7出口直結。